# Stadtteile der Stadt Winterthur

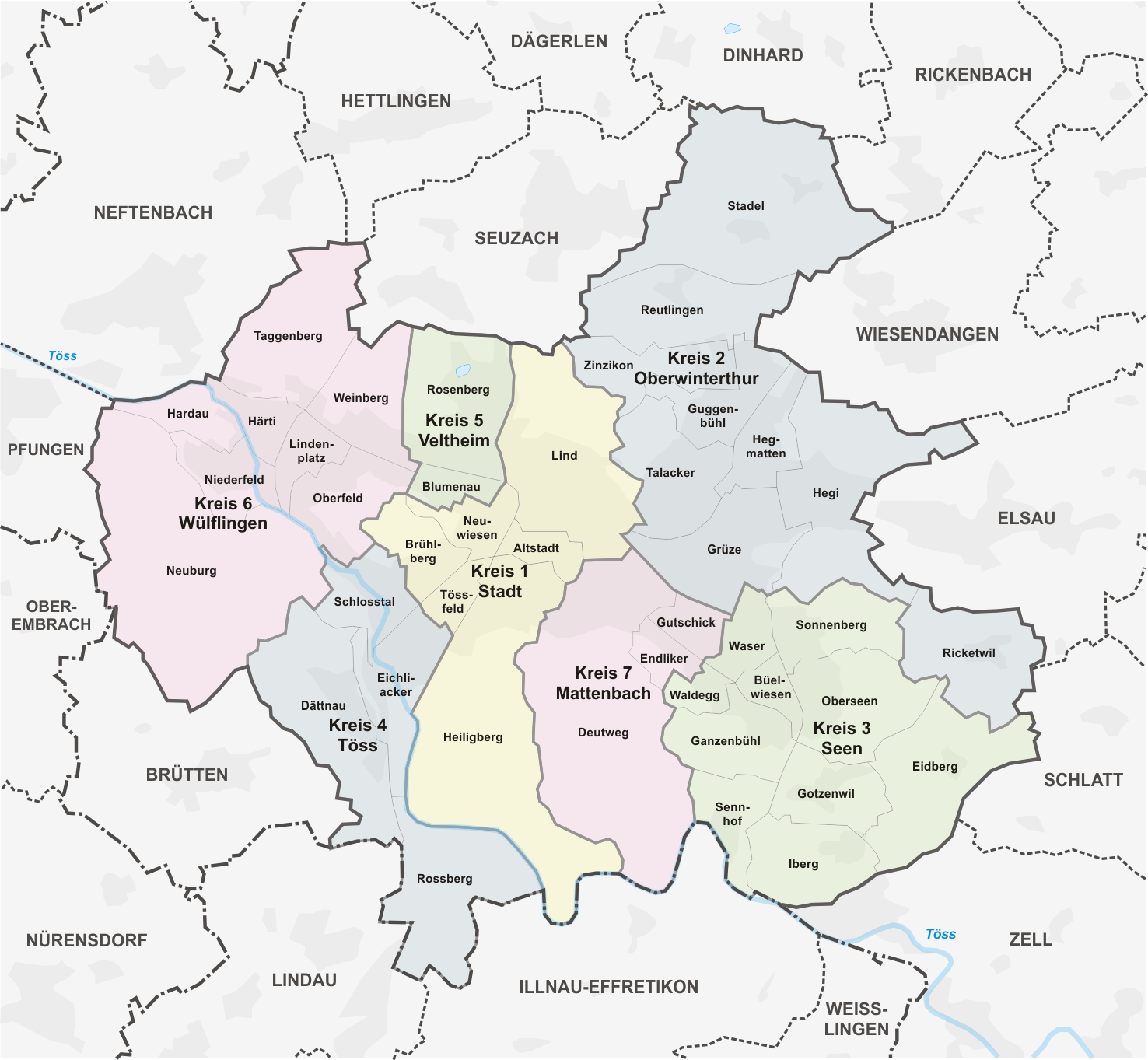
Quartiere der Stadt Winterthur

Die Stadt Winterthur setzt sich aus sieben Stadtkreisen zusammen, die weiter in insgesamt 42 Quartiere unterteilt sind.

## Stadtkreise
Sechs der sieben Kreise waren bis zur Stadterweiterung 1922 eigenständige politische Gemeinden. Der siebte Stadtkreis Mattenbach wurde 1973 aus Teilen der Kreise Stadt, Seen und Oberwinterthur gebildet. Die Stadtkreise sind sowohl für die Verwaltung als auch für die Bevölkerung die wichtigste Gliederung. Viele Parteien und Ortsvereine gliedern sich nach den Stadtkreisen, in jedem Kreis gibt es mindestens eine eigene Stadtkreiszeitung. Die Stadtkreise dienen auch als Wahlkreise.
| Stadtkreis             | Fläche in ha | Einwohner Dez. 2022 |
| ---------------------- | ------------ | ------------------- |
| Kreis 1 Stadt          | 1036         | 22'550              |
| Kreis 2 Oberwinterthur | 1757         | 25'577              |
| Kreis 3 Seen           | 1107         | 20'754              |
| Kreis 4 Töss           | 0726         | 11'422              |
| Kreis 5 Veltheim       | 0232         | 10'162              |
| Kreis 6 Wülflingen     | 1317         | 17'001              |
| Kreis 7 Mattenbach     | 0631         | 12'756              |
| Winterthur             | 6805         | 120'222             |

## Quartiere
Die Fachstelle Statistik der Stadt unterteilt die Stadtkreise weiter in Quartiere, zu denen sie periodisch Quartierspiegel veröffentlicht.
| Stadtkreis             | Wappen             | Fahne          | Quartiere                                                                               | BFS-Nr                                                                          | Fläche in ha                                  | Einwohner 2022                                           |
| ---------------------- | ------------------ | -------------- | --------------------------------------------------------------------------------------- | ------------------------------------------------------------------------------- | --------------------------------------------- | -------------------------------------------------------- |
| Kreis 1 Stadt          |                    |                | Altstadt Lind Heiligberg Tössfeld Brühlberg Neuwiesen                                   | 230-110 230-120 230-130 230-140 230-150 230-160                                 | 042 0310 0501 042 081 060                     | 02157 05937 03915 04144 02310 04087                      |
| Kreis 1 Stadt          | Ganzer Stadtkreis: | 230-100        | 1036                                                                                    | 22'550                                                                          |                                               |                                                          |
| Kreis 2 Oberwinterthur | Oberwinterthur     | Oberwinterthur | Talacker Guggenbühl Grüze Hegmatten Hegi Zinzikon Reutlingen Stadel Ricketwil           | 230-210 230-220 230-230 230-240 230-250 230-260 230-270 230-280 230-290         | 0158 099 0174 085 0305 0105 0200 0438 0193    | 06561 05825 03543 02389 03562 02905 0397 0313 082        |
| Kreis 2 Oberwinterthur | Oberwinterthur     | Oberwinterthur | Ganzer Stadtkreis:                                                                      | 230-200                                                                         | 1757                                          | 25'577                                                   |
| Kreis 3 Seen           | Seen               | Seen           | Waser Büelwiesen Waldegg Ganzenbühl Sonnenberg Oberseen Gotzenwil Eidberg Iberg Sennhof | 230-310 230-315 230-320 230-330 230-340 230-350 230-360 230-370 230-380 230-390 | 057 038 039 0119 0126 0168 0106 0233 0138 083 | 05544 03303 01289 03118 0957 02747 0709 0184 01162 01741 |
| Kreis 3 Seen           | Seen               | Seen           | Ganzer Stadtkreis:                                                                      | 230-300                                                                         | 1107                                          | 20'754                                                   |
| Kreis 4 Töss           | Töss               | Töss           | Schlosstal Dättnau Eichliacker Rossberg                                                 | 230-410 230-420 230-430 230-440                                                 | 089 0278 0122 0237                            | 03403 03720 04257 042                                    |
| Kreis 4 Töss           | Töss               | Töss           | Ganzer Stadtkreis:                                                                      | 230-400                                                                         | 0726                                          | 11'422                                                   |
| Kreis 5 Veltheim       | Veltheim           | Veltheim       | Rosenberg Blumenau                                                                      | 230-510 230-520                                                                 | 0189 043                                      | 05607 04555                                              |
| Kreis 5 Veltheim       | Veltheim           | Veltheim       | Ganzer Stadtkreis:                                                                      | 230-500                                                                         | 0232                                          | 10'162                                                   |
| Kreis 6 Wülflingen     | Wülflingen         | Wülflingen     | Weinberg Oberfeld Lindenplatz Niederfeld Neuburg Hardau Härti Taggenberg                | 230-610 230-620 230-630 230-640 230-650 230-660 230-670 230-680                 | 0143 0121 052 091 0581 066 040 0223           | 01180 05394 03120 02131 0166 0312 03559 01139            |
| Kreis 6 Wülflingen     | Wülflingen         | Wülflingen     | Ganzer Stadtkreis:                                                                      | 230-600                                                                         | 1317                                          | 17'001                                                   |
| Kreis 7 Mattenbach     |                    | Mattenbach     | Deutweg Gutschick Endliker                                                              | 230-710 230-720 230-730                                                         | 0549 043 039                                  | 07289 03226 02241                                        |
| Kreis 7 Mattenbach     | Ganzer Stadtkreis: | Mattenbach     | 230-700                                                                                 | 0631                                                                            | 12'756                                        |                                                          |
| Winterthur             |                    |                | Ganze Stadt:                                                                            | 0230                                                                            | 6805                                          | 120'222                                                  |